# Ángel Vegue y Goldoni
Ángel Vegue y Goldoni (1877-1939) fue un crítico de arte y profesor español.

## Biografía
Nacido en 1877 en Toledo, fue alumno de la Universidad Central de Madrid, en la que estudió Filosofía y Letras. Entre sus obras se contó una edición, con estudio crítico, de Los Sonetos «al itálico modo» de D. Iñigo López de Mendoza, marqués de Santillana. Falleció en 1939 y con fecha de 16 de septiembre de 1940, durante la dictadura franquista, se incoó expediente de responsabilidad política contra su persona, de manera póstuma.